# مارسال بيروتون
مارسال بيروتون (Marcel Peyrouton) ولد في 2 جويلية/تموز 1887 وتوفي في 6 نوفمبر/تشرين الثاني 1983، رجل سياسة فرنسي عمل مقيما عاما بكل من تونس والمغرب.

## في المغرب العربي
بدأ حياته السياسية في المغرب العربي كسكريتير عام بالجزائر عام 1931 واستمر في هذا الوظيف إلى عام 1933، ليعين مقيما عاما بالمغرب فيما بين أفريل /نيسان وجويلية/تموز 1933. وانتقل بنفس المهمة إلى تونس حتى مارس 1936. وقد تأسس في عهده الحزب الحر الدستوري الجديد في 2 مارس 1934، ثم لم يلبث أن ألقى القبض على زعمائه بعد ستة أشهر، في 3 سبتمبر /أيلول من نفس السنة. ولذلك فهو يحظى بذكرى سيئة بين الوطنيين. عاد إلى تونس من جديد في جوان/حزيران 1940، ولم يستمر غير شهر واحد. وسمي حاكما على الجزائر في 20 جانفي/كانون الثاني 1943 واستمر في منصبه إلى 3 جوان/حزيران من نفس السنة.

## في حكومة فيشي
- عمل مارسال بيروتون فيما بين 1936 و 1940 سفيرا لبلاده في بيونس آيرس بالأرجنتين. وبعد مروره بتونس لمدة تقارب الشهر، استدعته حكومة فيشي (Vichy) ليسمى سكرتيرا عاما لوزارة الداخلية قبل أن يسمى على رأس نفس الوزارة في سبتمبر 1940. وهكذا لم يجد غضاضة في التعاون مع النازية. أرسل سفيرا لبلاده من جديد في بيونس آيرس حيث استمر هناك إلى أفريل/نيسان 1942.
- ألقي عليه القبض بعد تحرير فرنسا في 22 ديسمبر/كانون الأول 1943، وبعد خمس سنوات في ديسمبر 1948، عفت عليه المحكمة العليا.

## روابط خارجية
- مارسال بيروتون على موقع مونزينجر (الألمانية)